# Get On Your Boots
Get on Your Boots је први сингл са албума No Line On The Horizon, ирске групе U-2. Стихови пјесме подсјећају на пјесму Боба Дилана „Subterranean Homesick Blues", а сама пјесма такође је поређена са „Pump It Up“, Елвиса Костела.
Тематски, Боно пјева како води породицу на одмор у Француску и присуствује надлијетању ратних авиона изнад себе почетком Рата у Ираку; неки од стихова говоре из угла човјека који пише писмо својој првој љубави док присуствује истом таквом догађају.